# BBC World Service Television
A BBC World Service Television amit gyakran WSTV-nak rövidítenek, a BBC történetében második nemzetközi csatornája. A csatorna BBC TV Europe utódja. A szolgáltatás másik változata Ázsiában indult el 24 órás hírcsatornaként. Ellentétben elődjével, a BBC TV Europe-pal nem a BBC műsoraiból válogat.
A csatorna utódjai a BBC World (hírek) és a BBC Prime (szórakoztató műsorok).